# Clayton (Ohio)
Clayton ist eine City im Montgomery County im US-amerikanischen Bundesstaat Ohio. Das U.S. Census Bureau ermittelte bei der Volkszählung 2020 eine Einwohnerzahl von 13.310.
Clayton ist ein Teil vom Dayton-Metropolgebiet. 1998 verschmolz Clayton mit dem Rest der Randolph Township.
Ayn Rands Roman The Fountainhead ist in Clayton angesiedelt. In diesem Buch wird Clayton als Archetyp der ländlichen Vereinigten Staaten dargestellt, im Gegensatz zum kosmopolitischen New York City, wo der größte Teil der Handlung spielt.

## Geographie
Claytons geographische Koordinaten sind 39° 52′ N, 84° 21′ W (39,86066, −84,35508). Die Ohio State Route 49 führte früher durch das Zentrum der Stadt, wird aber heute westlich von Clayton auf die Interstate 70 geleitet, die südlich an der Stadt vorbeiführt.
Nach den Angaben des United States Census Bureaus hat die Ortschaft eine Fläche von 48,1 km², wovon 47,8 km² auf Land und 0,3 km² (= 0,59 %) auf Gewässer entfallen. Der Wolf Creek North Branch durchfließt das Stadtgebiet von Nordwesten nach Südosten.

## Demographie
Zum Zeitpunkt des United States Census 2000 bewohnten Clayton 13.347 Personen. Die Bevölkerungsdichte betrug 279,5 Personen pro km². Es gab 5193 Wohneinheiten, durchschnittlich 108,7 pro km². Die Bevölkerung Claytons bestand zu 87,14 % aus Weißen, 9,87 % Schwarzen oder African American, 0,15 % Native American, 1,45 % Asian, 0,04 % Pacific Islander, 0,30 % gaben an, anderen Rassen anzugehören und 1,03 % nannten zwei oder mehr Rassen. 0,90 % der Bevölkerung erklärten, Hispanos oder Latinos jeglicher Rasse zu sein.
Die Bewohner Claytons verteilten sich auf 4975 Haushalte, von denen in 35,7 % Kinder unter 18 Jahren lebten. 65,4 % der Haushalte stellten Verheiratete, 8,6 % hatten einen weiblichen Haushaltsvorstand ohne Ehemann und 22,6 % bildeten keine Familien. 19,2 % der Haushalte bestanden aus Einzelpersonen und in 6,5 % aller Haushalte lebte jemand im Alter von 65 Jahren oder mehr alleine. Die durchschnittliche Haushaltsgröße betrug 2,66 und die durchschnittliche Familiengröße 3,05 Personen.
Die Bevölkerung verteilte sich auf 26,9 % Minderjährige, 6,7 % 18–24-Jährige, 27,2 % 25–44-Jährige, 28,0 % 45–64-Jährige und 11,2 % im Alter von 65 Jahren oder mehr. Das Durchschnittsalter betrug 39 Jahre. Auf jeweils 100 Frauen entfielen 97,9 Männer. Bei den über 18-Jährigen entfielen auf 100 Frauen 94,7 Männer.
Das mittlere Haushaltseinkommen in Clayton betrug 60.625 US-Dollar und das mittlere Familieneinkommen erreichte die Höhe von 67.250 US-Dollar. Das Durchschnittseinkommen der Männer betrug 45.569 US-Dollar, gegenüber 29.261 US-Dollar bei den Frauen. Das Pro-Kopf-Einkommen belief sich auf 26.569 US-Dollar. 4,4 % der Bevölkerung und 3,3 % der Familien hatten ein Einkommen unterhalb der Armutsgrenze, davon waren 5,9 % der Minderjährigen und 2,8 % der Altersgruppe 65 Jahre und mehr betroffen.

## Nennenswerte Bewohner
- Jesse Haines, Basketballspieler
- Joseph G. Lapointe Jr, Träger der Medal of Honor